# Eufemie Mazovská († 1374)
Eufemie Mazovská († 1374?) byla těšínská kněžna, pocházející z mazovské linie Piastovců, manželka knížete Kazimíra I.

## Život
Jejím otcem byl czerský a varšavský kníže Trojden. Svému muži, za kterého se provdala kolem roku 1321, porodila pět synů – Vladislava, Boleslava, Přemysla, Jana a Zemovíta – a dcery Annu a Alžbětu. Roku 1358 ovdověla, přesídlila na knížecí hrad ve Fryštátě a naposledy byla doložena roku 1374.